# Mali ai Giochi della XIX Olimpiade
Il Mali partecipò ai Giochi della XIX Olimpiade che si sono svolti a Città del Messico dal 12 al 27 ottobre 1968, con una delegazione di due atleti impegnati in altrettante discipline: atletica leggera e pugilato. Fu la seconda partecipazione del Paese africano ai Giochi. Non fu conquistata nessuna medaglia.